# Mokhtar Belkhiter
Mokhtar Belkhiter (sinh ngày 15 tháng 1 năm 1992 ở Oran) là một cầu thủ bóng đá người Algérie. Anh hiện tại thi đấu cho Club Africain ở Giải bóng đá hạng nhất quốc gia Tunisia.
Là một cầu thủ quốc gia Algérie, Belkhiter là một phần của đội tuyển quốc gia Algérie tại Cúp bóng đá châu Phi 2017.

## Sự nghiệp câu lạc bộ
Ngày 30 tháng 4 năm 2011, Belklhiter đá chính trong thắng lợi của USM Blida tại chung kết Algerian Junior Cup 2011 trước ES Sétif.
Vào ngày 14 tháng 7 năm 2011, Belkhiter ký bản hợp đồng 5 năm cùng với USM Alger. Tuy nhiên, anh vẫn còn hợp đồng với USM Blida và câu lạc bộ từ chối đề nghị chuyển nhượng của anh, buộc phải ở lại câu lạc bộ.

## Danh hiệu
USM Blida
- Algerian Junior Cup: 2010–11

Club Africain
- Cúp bóng đá Tunisia (1): 2016–17

## Thống kê
| Thành tích câu lạc bộ | Thành tích câu lạc bộ | Thành tích câu lạc bộ | Giải vô địch | Giải vô địch | Cúp                 | Cúp                 | Châu lục      | Châu lục      | Tổng    | Tổng      |
| --------------------- | --------------------- | --------------------- | ------------ | ------------ | ------------------- | ------------------- | ------------- | ------------- | ------- | --------- |
| Mùa giải              | Câu lạc bộ            | Giải vô địch          | Số trận      | Bàn thắng    | Số trận             | Bàn thắng           | Số trận       | Bàn thắng     | Số trận | Bàn thắng |
| Algérie               | Algérie               | Algérie               | Giải vô địch | Giải vô địch | Cúp bóng đá Algérie | Cúp bóng đá Algérie | Cúp Liên đoàn | Cúp Liên đoàn | Tổng    | Tổng      |
| 2009–10               | MC Oran               | Ligue 1               |              |              |                     |                     |               |               |         |           |
| Tổng                  | -                     | -                     |              |              |                     |                     |               |               |         |           |
| 2010–11               | USM Blida             | Ligue 1               | 24           | 0            | 2                   | 0                   | 0             | 0             | 26      | 0         |
| 2011–12               | USM Blida             | Ligue 2               | 23           | 0            | 1                   | 0                   | 0             | 0             | 24      | 0         |
| 2012–13               | USM Blida             | Ligue 2               | 24           | 2            | 3                   | 0                   | 0             | 0             | 27      | 2         |
| Tổng                  | -                     | -                     | 71           | 2            | 6                   | 0                   | 0             | 0             | 77      | 2         |
| 2013–14               | MC El Eulma           | Ligue 1               | 26           | 1            | -                   | -                   | 0             | 0             | 26      | 1         |
| 2014–15               | MC El Eulma           | Ligue 1               | 26           | 1            | -                   | -                   | 10            | 0             | 36      | 0         |
| 2015–16               | MC El Eulma           | Ligue 2               | -            | -            | -                   | -                   | 0             | 0             | -       | -         |
| Tổng                  | -                     | -                     | 52           | 1            | -                   | 0                   | 10            | 0             | 62      | 1         |
| Tổng cộng sự nghiệp   | Tổng cộng sự nghiệp   | Tổng cộng sự nghiệp   | 123          | 3            | 6                   | 0                   | 10            | 0             | 139     | 3         |

## Sự nghiệp quốc tế
Ngày 16 tháng 11 năm 2011, anh được lựa chọn vào đội hình của Algérie tham dự Giải vô địch bóng đá U-23 châu Phi 2011 ở Maroc.